# Ейрпорт-Гайтс (Техас)
Ейрпорт-Гайтс (англ. Airport Heights) — переписна місцевість (CDP) в США, в окрузі Старр штату Техас. Населення — 151 особа (2020).

## Географія
Ейрпорт-Гайтс розташований за координатами 26°24′31″ пн. ш. 98°50′12″ зх. д. / 26.40861° пн. ш. 98.83667° зх. д. (26.408735, -98.836695).  За даними Бюро перепису населення США в 2010 році переписна місцевість мала площу 0,10 км², уся площа — суходіл.

## Демографія
Згідно з переписом 2010 року, у переписній місцевості мешкала 161 особа в 38 домогосподарствах у складі 35 родин. Густота населення становила 1571 особа/км².  Було 40 помешкань (390/км²).
Расовий склад населення:
| - 99,4 % — білих |

До двох чи більше рас належало 0,6 %. Частка іспаномовних становила 99,4 % від усіх жителів.
За віковим діапазоном населення розподілялося таким чином: 31,1 % — особи молодші 18 років, 62,7 % — особи у віці 18—64 років, 6,2 % — особи у віці 65 років та старші. Медіана віку мешканця становила 26,3 року. На 100 осіб жіночої статі у переписній місцевості припадало 130,0 чоловіків;  на 100 жінок у віці від 18 років та старших — 91,4 чоловіків також старших 18 років.
За межею бідності перебувало 33,3 % осіб, у тому числі 69,2 % дітей у віці до 18 років та 0,0 % осіб у віці 65 років та старших.
Цивільне працевлаштоване населення становило 38 осіб. Основні галузі зайнятості: транспорт — 42,1 %, мистецтво, розваги та відпочинок — 31,6 %, будівництво — 26,3 %.